# Faith (Album)

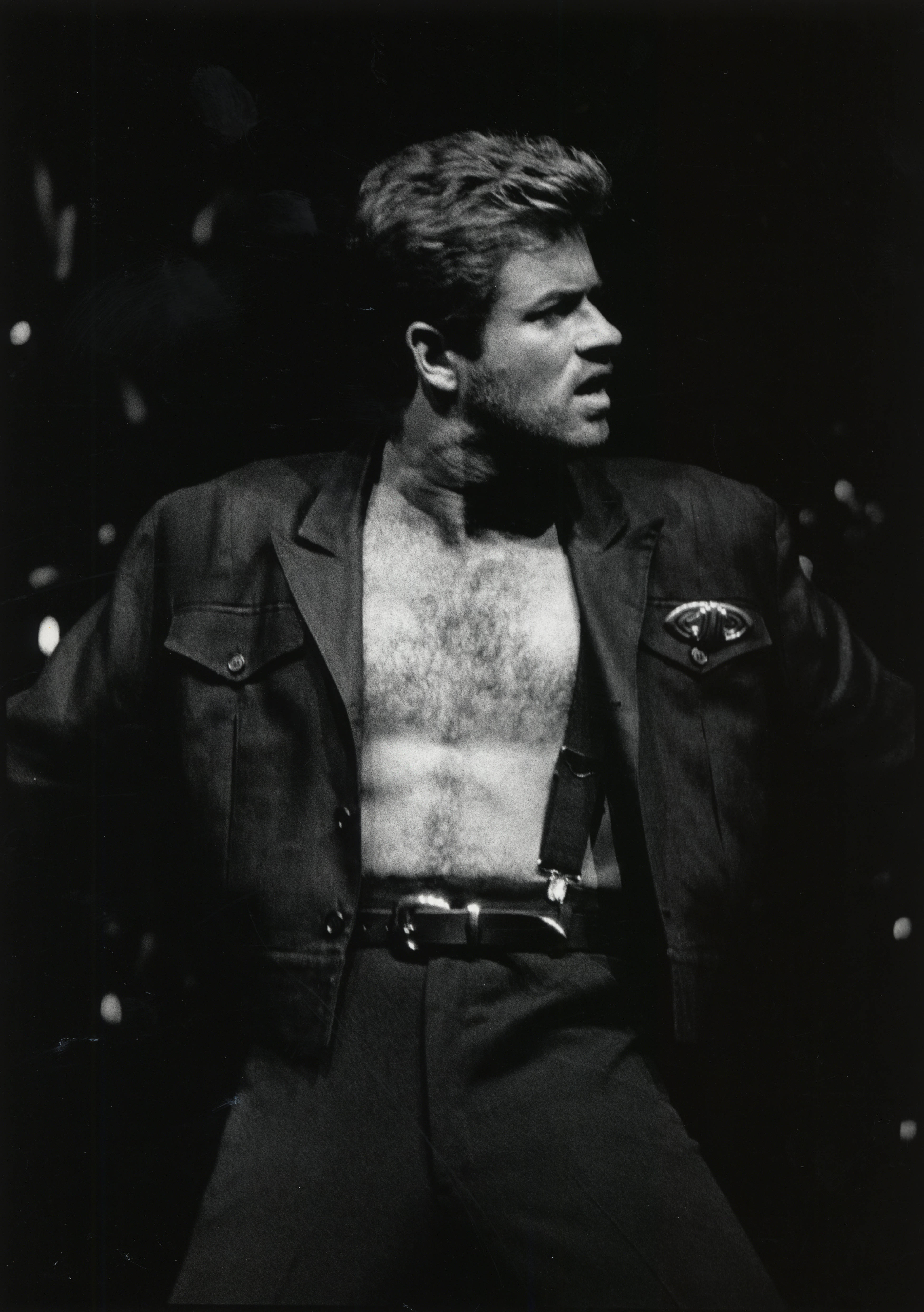
George Michael (1988)- Faith ist sein Debütalbum als Solokünstler

Faith ist das Debütalbum von George Michael als Solokünstler. Es erschien im Oktober 1987 und wurde nach dem gleichnamigen Song benannt.
Mit über 25 Millionen Verkäufen ist Faith eines der weltweit meistverkauften Musikalben.

## Geschichte
Nachdem Wham! bis 1986 weltweite Erfolge gefeiert hatte, äußerte George Michael den Wunsch, die Band aufzulösen, da er des Stils der Gruppe überdrüssig wurde. Nach dem Abschiedskonzert von Wham! im Wembley-Stadion begann Michael die Arbeit am Album Faith. Noch zu Beginn der Produktion erschienen die schon 1984 bis 1985 aufgenommenen Lieder A Different Corner und The Edge of Heaven. Einen ersten Erfolg stellte der Song I Knew You Were Waiting (For Me) dar, ein Duett mit Aretha Franklin, das während der Aufnahmesessions 1986 entstand und auf Franklins Album Aretha erschien.
Der Großteil des Albums wurde dann 1987 aufgenommen. Für die Aufnahmen verwendete Michael einen Synclavier 9600, zudem war es seine erste digitale Aufnahme. Einen Teil nahm man in den P.U.K.-Studios in Dänemark, einen anderen in den Sarm West Studios in London auf. Jedes Lied schrieb George Michael selbst, bis auf den Bonustrack Look at Your Hands, den er gemeinsam mit David Austin schrieb. 
Nach der Veröffentlichung hielt sich Faith zwölf Wochen auf Platz 1 der US-Alben-Charts. Die ausgekoppelten Singles I want your sex, Father figure und Faith wurden Welthits. Vom Album selbst ließen sich bisher über 25 Millionen Exemplare weltweit verkaufen. Es wurde Album des Jahres bei den Grammy Awards 1989. Es löste in den Charts zweimal das Soundtrackalbum zum Film Dirty Dancing ab und wurde sowohl von Tiffanys Debütalbum als auch von Van Halens Album OU812 abgelöst.

## Titelliste
1. Faith – 3:16
2. Father Figure – 5:36
3. I Want Your Sex, Pts. 1-2 – 9:17
4. One More Try – 5:50
5. Hard Day – 4:48
6. Hand to Mouth – 4:36
7. Look at Your Hands – 4:37
8. Monkey – 5:05
9. Kissing a Fool – 4:35
10. Hard Day – 6:30
11. A Last Request (I Want Your Sex, Pt. 3) – 3:48

## Mitwirkende

### Musiker
- George Michael: Gesang, Keyboard, E-Bass, Schlagzeug
- Robert Ahwai: Gitarre
- J.J. Belle: Gitarre
- Roddy Matthews: Gitarre
- Chris Cameron: Klavier, Orgel, Keyboard, Hintergrundgesang
- Betsy Cook: Keyboard
- Danny Schogger: Keyboard
- Deon Estus: E-Bass
- Ian Thomas: Schlagzeug
- Andy Duncan: Schlaginstrument
- Steve Sidwell: Horn
- Jamie Talbot: Horn
- Rick Taylor: Horn
- Paul Spong: Horn
- Malcolm Griffiths: Horn
- Mark Chandler: Horn
- Steve Waterman: Horn
- Shirley Lewis: Hintergrundgesang

### Produktion
- Produziert und arrangiert von: George Michael
- Toningenieure: Chris Porter, Paul Gomersall & Paul Wright
- Abmischung: Shep Pettibone und Steve Peck

## Singleauskopplungen
| Jahr | Titel           | Höchstplatzierung, Gesamtwochen, AuszeichnungChartplatzierungen (Jahr, Titel, , Platzierungen, Wochen, Auszeichnungen, Anmerkungen) | Höchstplatzierung, Gesamtwochen, AuszeichnungChartplatzierungen (Jahr, Titel, , Platzierungen, Wochen, Auszeichnungen, Anmerkungen) | Höchstplatzierung, Gesamtwochen, AuszeichnungChartplatzierungen (Jahr, Titel, , Platzierungen, Wochen, Auszeichnungen, Anmerkungen) | Höchstplatzierung, Gesamtwochen, AuszeichnungChartplatzierungen (Jahr, Titel, , Platzierungen, Wochen, Auszeichnungen, Anmerkungen) | Höchstplatzierung, Gesamtwochen, AuszeichnungChartplatzierungen (Jahr, Titel, , Platzierungen, Wochen, Auszeichnungen, Anmerkungen) | Anmerkungen                                                  |
| Jahr | Titel           | DE | AT | CH | UK | US | Anmerkungen                                                  |
| ---- | --------------- | --- | --- | --- | --- | --- | ------------------------------------------------------------ |
| 1987 | I Want Your Sex | DE3 (19 Wo.)DE | AT2 (12 Wo.)AT | CH4 (14 Wo.)CH | UK3 (12 Wo.)UK | US2 Platin · (20 Wo.)US | Erstveröffentlichung: 30. Mai 1987 Verkäufe: + 1.125.000     |
| 1987 | Faith           | DE5 (14 Wo.)DE | AT4 (14 Wo.)AT | CH4 (13 Wo.)CH | UK2 ×2Doppelplatin · (13 Wo.)UK | US1 Gold · (21 Wo.)US | Erstveröffentlichung: 12. Oktober 1987 Verkäufe: + 2.150.000 |
| 1988 | Father Figure   | DE18 (14 Wo.)DE | AT17 (12 Wo.)AT | CH13 (7 Wo.)CH | UK11 Silber · (6 Wo.)UK | US1 (17 Wo.)US | Erstveröffentlichung: 2. Januar 1988 Verkäufe: + 235.000     |
| 1988 | One More Try    | DE22 (12 Wo.)DE | AT19 (8 Wo.)AT | CH4 (12 Wo.)CH | UK8 Silber · (7 Wo.)UK | US1 Gold · (18 Wo.)US | Erstveröffentlichung: 11. April 1988 Verkäufe: + 950.000     |
| 1988 | Monkey          | DE24 (10 Wo.)DE | AT22 (6 Wo.)AT | CH5 (9 Wo.)CH | UK13 (6 Wo.)UK | US1 (16 Wo.)US | Erstveröffentlichung: 4. Juli 1988                           |
| 1988 | Kissing a Fool  | DE44 (6 Wo.)DE | — | — | UK18 (7 Wo.)UK | US5 (15 Wo.)US | Erstveröffentlichung: 21. November 1988                      |

## Kritiken
Das Album bekam überwiegend sehr positive Kritiken. Steve Huey von Allmusic meinte zum Beispiel:

„All of it adds up to one of the finest pop albums of the '80s, setting a high-water mark that Michael was only able to reach in isolated moments afterward.“

und vergab dem Album 5 von 5 möglichen Sternen.

## Kommerzieller Erfolg

### Chartplatzierungen
| ChartsChartplatzierungen       | Höchstplatzierung | Wochen |
| ------------------------------ | ----------------- | ------ |
| Deutschland (GfK)              | 3 (46 Wo.)        | 46     |
| Österreich (Ö3)                | 3 (38 Wo.)        | 38     |
| Schweiz (IFPI)                 | 4 (32 Wo.)        | 32     |
| Vereinigte Staaten (Billboard) | 1 (96 Wo.)        | 96     |
| Vereinigtes Königreich (OCC)   | 1 (92 Wo.)        | 92     |

| ChartsJahrescharts (1988) | Platzierung |
| ------------------------- | ----------- |
| Deutschland (GfK)         | 14          |
| Österreich (Ö3)           | 8           |
| Schweiz (IFPI)            | 12          |

### Auszeichnungen für Musikverkäufe
| Land/Region                  | Auszeichnungen für Musikverkäufe (Land/Region, Auszeichnung, Verkäufe) | Verkäufe   |
| ---------------------------- | ---------------------------------------------------------------------- | ---------- |
| Argentinien (CAPIF)          | Platin                                                                 | 60.000     |
| Australien (ARIA)            | 5× Platin                                                              | 350.000    |
| Dänemark (IFPI)              | Platin                                                                 | 20.000     |
| Deutschland (BVMI)           | Gold                                                                   | 250.000    |
| Frankreich (SNEP)            | 2× Platin                                                              | 600.000    |
| Hongkong (IFPI/HKRIA)        | Gold                                                                   | 10.000     |
| Kanada (MC)                  | Diamant                                                                | 1.000.000  |
| Neuseeland (RMNZ)            | 5× Platin                                                              | 100.000    |
| Niederlande (NVPI)           | Platin                                                                 | 100.000    |
| Norwegen (IFPI)              | Gold                                                                   | 50.000     |
| Schweden (IFPI)              | Gold                                                                   | 50.000     |
| Schweiz (IFPI)               | 2× Platin                                                              | 100.000    |
| Spanien (Promusicae)         | 2× Platin                                                              | 200.000    |
| Vereinigte Staaten (RIAA)    | Diamant                                                                | 10.000.000 |
| Vereinigtes Königreich (BPI) | 4× Platin                                                              | 1.200.000  |
| Insgesamt                    | 4× Gold · 23× Platin · 2× Diamant ·                                    | 14.090.000 |

Hauptartikel: George Michael/Auszeichnungen für Musikverkäufe